# Christer Sehlstedt
Christer Sehlstedt, född 5 juni 1948 i Luleå, är en svensk före detta professionell ishockeymålvakt. Hans moderklubb är Luleå SK.
Christer spelade med bl.a. Timrå IK åren 1971–1983 och tog SM-silver med den klubben 1974.